# Saussey (Côte-d’Or)
Saussey ist eine französische Gemeinde mit 72 Einwohnern (Stand 1. Januar 2022) im Département Côte-d’Or in der Region Bourgogne-Franche-Comté (vor 2016 Burgund). Sie gehört zum Arrondissement Beaune und zum Kanton Arnay-le-Duc.

## Lage
Saussey liegt etwa 17 Kilometer westnordwestlich von Beaune und 37 Kilometer südwestlich von Dijon. Nachbargemeinden von Saussey sind Écutigny im Norden, Montceau-et-Écharnant im Osten und Südosten, Val-Mont im Südwesten, Champignolles im Westen sowie Thomirey im Nordwesten.

## Bevölkerungsentwicklung
| Jahr                       | 1962 | 1968 | 1975 | 1982 | 1990 | 1999 | 2006 | 2011 | 2019 |
| Einwohner                  | 145  | 137  | 132  | 102  | 85   | 85   | 83   | 83   | 68   |
| Quellen: Cassini und INSEE |      |      |      |      |      |      |      |      |      |

## Sehenswürdigkeiten

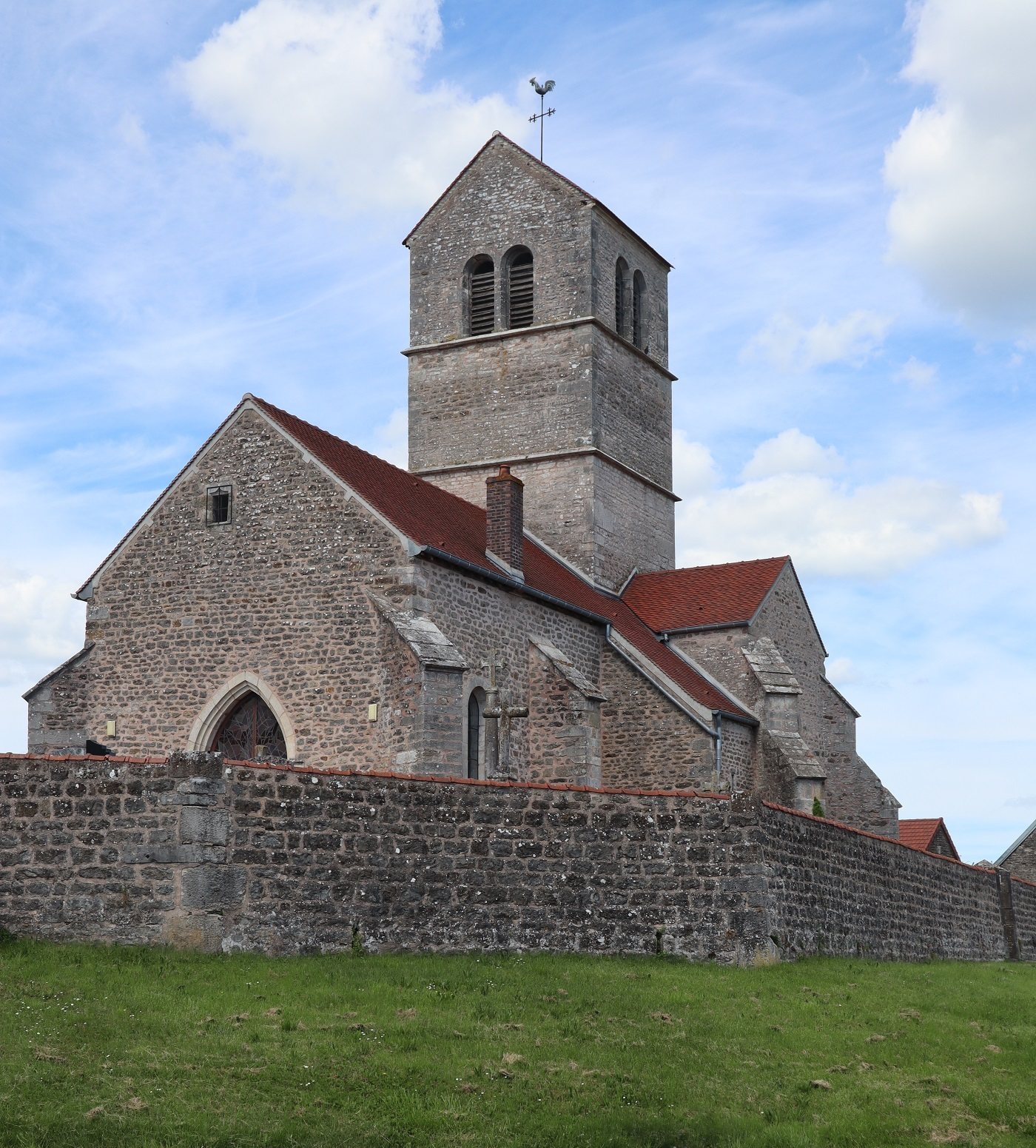
Kirche Saint-Laurent
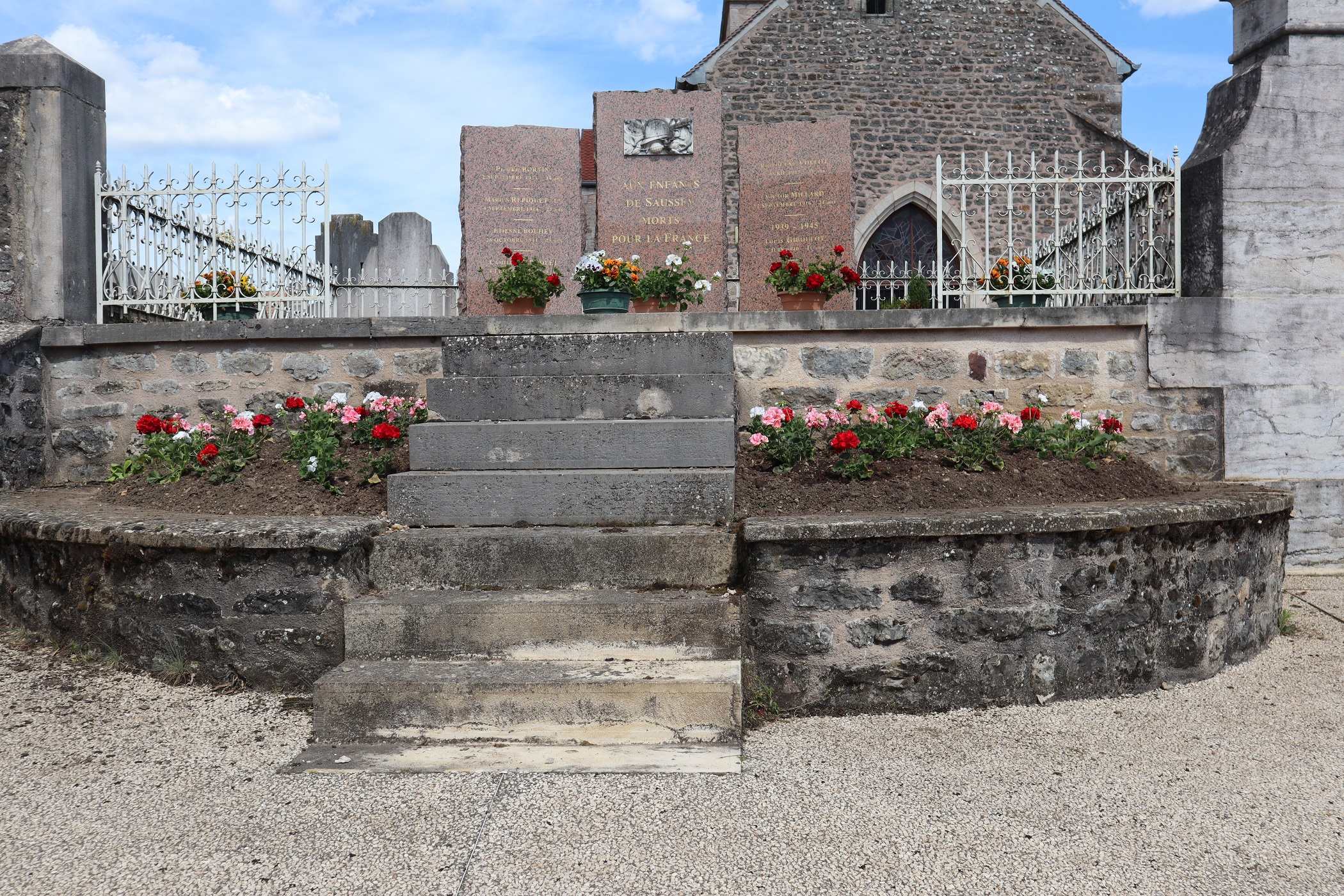
Gefallenendenkmal

- Kirche Saint-Laurent
- Gefallenendenkmal